# Luci Duroni
Luci Duroni (en llatí Lucius Duronius) va ser un magistrat romà del segle ii aC. Formava part de la gens Durònia, una gens romana d'origen plebeu.
Va ser pretor l'any 181 aC i després propretor a la Pulla. Per les queixes dels ambaixadors de Tàrent i Brundusium contra els pirates istris, la llunyana Ístria es va afegir com a territori de la seva província. També va portar una enquesta sobre la supressió de les bacanals de les que encara l'any abans s'havia detectat algun indici probablement als seus territoris. Va fer una expedició naval a Il·líria i quan va acabar el seu govern i va tornar a Roma, va informar de què el responsable de les pirateries era rei Gentius d'Il·líria.